# جورجيا الجنوبية وجزر ساندويتش الجنوبية
جورجيا الجنوبية وجزر ساندويتش الجنوبية اختصارا (SGSSI) هي من أقاليم ما وراء البحار البريطانية في جنوب المحيط الأطلسي. هذه الأرض هي عبارة عن مجموعتين من الجزر الأولى جزيرة جورجيا الجنوبية، والثانية، هي جزر ساندويتش الجنوبية. يبلغ طول جورجيا الجنوبية 170 كيلومتر (110 ميل) 40 كم (25 ميلا)  وعرضها 4 كلم (ميلين) وهي إلى حد بعيد أكبر جزيرة في الإقليم. ساندويتش الجنوبية تقع ب 640 كيلومتر (400 ميل) إلى الجنوب الشرقي من جورجيا الجنوبية. إجمالي مساحة الأرض هو 3,903 كيلومتر مربع (1,507 ميل2) 
لا يوجد سكان أصليون على أي من هذه الجزر، السكان الحاليون هم فقط موظفوا الحكومة البريطانية، نائب مدير مكتب البريد، وعلماء، وموظفي الدعم من المسح البريطاني لأنتاركتيكا الذين يعملون في محطات علمية في جزيرة بيرد، والعاصمة، نقطة الملك إدوارد، فضلا عن موظفي متحف في غريتفيكن القريب.
المطالبة البريطانية لسيادة جورجيا الجنوبية تعود لعام 1775، وجزر ساندويتش الجنوبية تعود لعام 1908. أراضي «جورجيا الجنوبية وجزر ساندويتش الجنوبية» تشكلت في عام 1985 ؛ سابقا كانت محكومة كجزء من تبعيات جزر فوكلاند. طالبت الأرجنتين بجورجيا الجنوبية في عام 1927، وجزر ساندويتش الجنوبية في عام 1938.
حافظت الأرجنتين على محطة بحرية، كوربيتا أوروغواي، في ميناء فاراداي بجزيرة ثول في جزر ساندويتش الجنوبية في الفترة من 1976 حتى عام 1982 عندما أُغلقت من قبل البحرية الملكية. مطالبة الأرجنتين بجورجيا الجنوبية لعام 1982 ساهمت في حرب فوكلاند، خلالها احتلت القوات الأرجنتينية لفترة قصيرة الجزيرة، والتي لا تزال حتى يومنا هذا غير محلولة (انظر أيضا سيادة جورجيا الجنوبية وجزر ساندويتش الجنوبية).

## التاريخ

### جورجيا الجنوبية

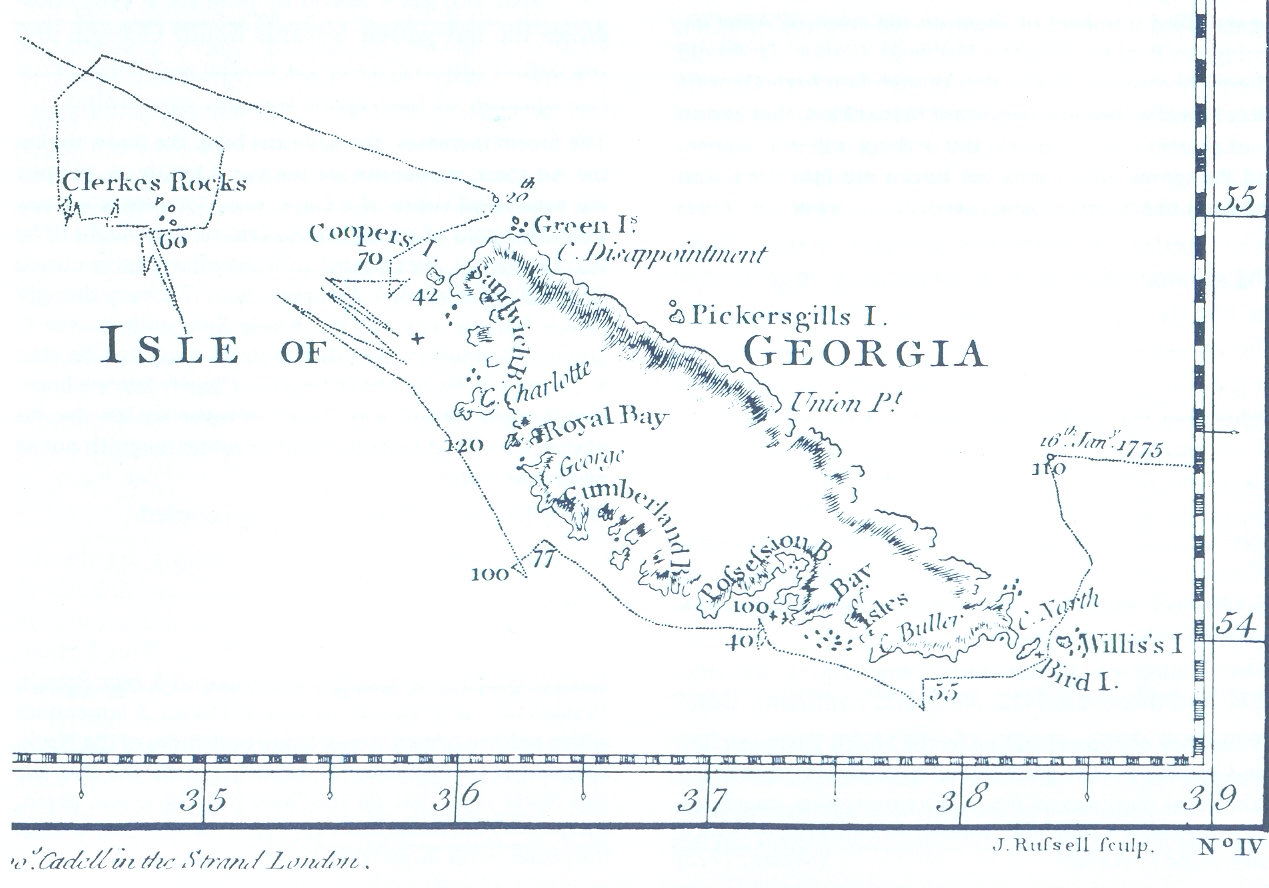
خريطة رحلة جيمس كوك (1777)

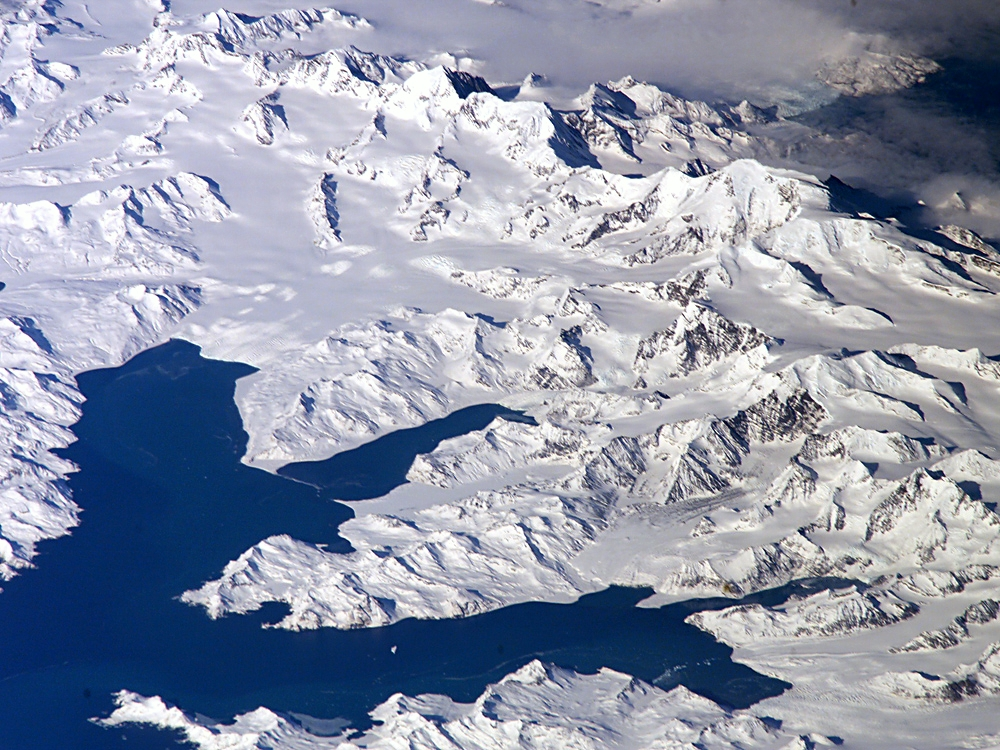
وسط جورجيا الجنوبية : خليج كمبرلاند ؛شبه جزيرة تاتشر مع الملك ادوارد كوف (Grytviken) ؛ الارديس المدى مع قمة جبل. باغيت (صور من ناسا).

يقال أنه قد تم رؤية جزيرة جورجيا الجنوبية لأول مرة في عام 1675 من قبل انطوني دي لا روش، وهو تاجر لندني، كان اسمها جزيرة روش في بعض الخرائط في وقت مبكر، وجزيرة ببيس من قبل آخرين. ارتأت الجزيرة لسفينة تجارية تدعى ليون تابعة لإسبانيا التي عملت انطلاقا من سان مالو في 28 يونيو أو 29 يونيو 1756.
في عام 1775 قام الكابتن جيمس كوك بالدوران حول الجزيرة، وقدم أول هبوط، وادعى أنها أراضي بريطانيا العظمى، وأطلقوا عليها اسم «جزيرة جورجيا» تكريما لجورج الثالث ملك بريطانيا. كانت الترتيبات الحكومية البريطانية الأولى لجنوب جورجيا أًنشأت بموجب براءات تمليك 1843.
في عام 1882 أرسلت بعثة ألمانية لمراقبة عبور الزهرة، كانت ترابط في الخليج الملكي على الجانب الجنوبي الشرقي من الجزيرة.
طوال القرن 19 كانت جورجيا الجنوبية قاعدة سدادات، في القرن التالي، قاعدة صائدي الحيتان حتى 1960. أول محطة صيد حيتان، وأول سكن دائم، أنشئ في غريتفيكن النرويجية في عام 1904 من قبل كارل انطون لارسن. عملت من خلال شركة الصيد الأرجنتينية، والتي استقرت في غريتفيكن. ظلت محطة عاملة حتى العام 1965.
تعمل محطات صيد الحيتان بموجب عقود الإيجار التي تمنحها بريطانيا (عبر حاكم جزر فوكلاند). سبع محطات، وكلها على الساحل الشمالي مع مرافئ بدءا من الغرب:
- مرفأ الأمير أولاف (1911-1916 مصنع سفن ومحطة برية صغيرة، 1917-1931)
- مرفأ ليث (1909-1965)
- سترومنس (من 1907 مصنع سفن، ومحطة برية 1913-1931، وساحة إصلاح في 1960/1961)
- هوسفيك (من 1907 مصنع سفن، محطة برية 1910-1960، سحبت من الخدمة في 1930-1945)
- غريتفكن (1904-1964)
- غودثول (1908-1929، قاعدة برية بدائية، ومصنع سفن للعمليات الرئيسية)
- مرفأ المحيط (1909-1920)

مع نهاية صناعة صيد الحيتان هجرت المحطات. وبصرف النظر عن الحفاظ على المباني القليلة مثل متحف وكنيسة في غريتفكن، لم يبق منها إلا البعض متهالكا.

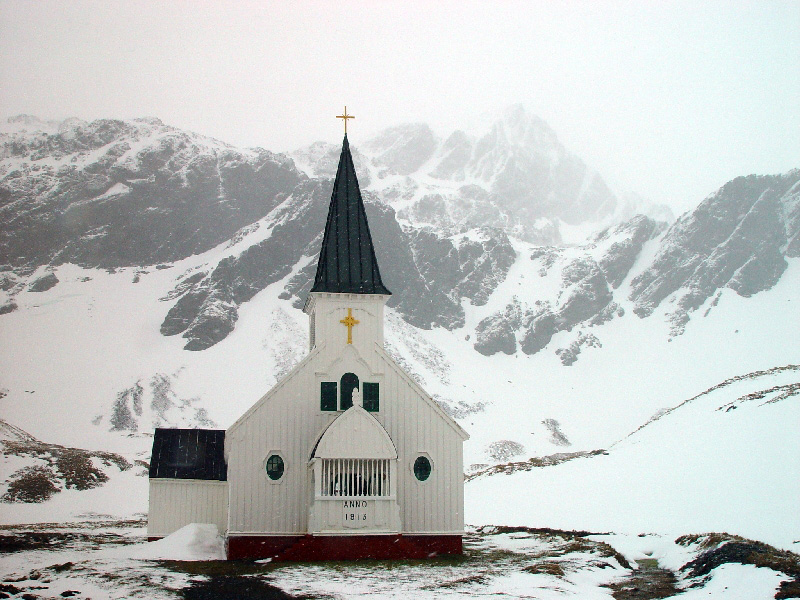
الكنيسة في Grytviken.

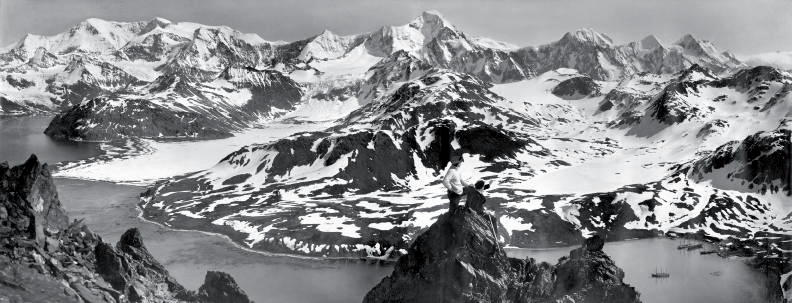
هذه الصورة التقطت بواسطة فرانك هيرلي خلال ترانس الامبراطوري، في القطب المتجمد الجنوبي

ابتداء من 1905 تعاون مكتب الأرصاد الجوية الأرجنتيني في الحفاظ على مرصد الأرصاد الجوية في غريتفكن بموجب شروط عقد الإيجار البريطاني لمحطة صيد الحيتان حتى تغيرات في عام 1949.
في عام 1908 أصدرت المملكة المتحدة خطابات براءات الاختراع لوضع ترتيبات دستورية لممتلكاتها في جنوب المحيط الأطلسي. فضلا عن جورجيا الجنوبية، غطت براءات التمليك جزر أوركني الجنوبية وجزر سيتلاند الجنوبية وجزر ساندويتش الجنوبية وأرض غراهام. (تم تمديد المطالبة في عام 1917 لتشمل أيضا قطاع من القارة القطبية الجنوبية يصل إلى القطب الجنوبي.)
في عام 1909 تم إنشاء مركز إداري وإقامة في نقطة الملك إدوارد على جورجيا الجنوبية، بالقرب من محطة صيد الحيتان من غريتفكن. تمارس الإدارة المحلية البريطانية الدائمة والحاكم المقيم حيازة فعالة، وينفذ القانون البريطاني، وينظم جميع الأنشطة الاقتصادية والعلمية وغيرها في الإقليم، الذي كان آنذاك يحكم بوصفه تبعيات جزر فوكلاند.
في نيسان/أبريل 1916، تقطعت السبل بايرنست شاكلتون وفريقه في إطار البعثة الإمبراطورية لأنتاركتيكا وأصبحوا على جزيرة الفيل، نحو 800 ميلا جنوب غرب جورجيا الجنوبية. ركب شاكلتون وخمسة من رفاقه في قارب صغير لطلب المساعدة، وفي يوم 10 مايو، بعد رحلة ملحمية، هبطوا في خليج الملك هاكون على الساحل الجنوبي من جورجيا الجنوبية. في حين أن ثلاثة ظلوا على الشاطئ، ذهب شاكلتون واثنين من رفاقه الآخرين مسافة 22 ميل برّا ليصلوا إلى المساعدة في سترومنيس محطة صيد الحيتان. الأعضاء ال 22 المتبقين من الرحلة، الذي كانوا باقين على جزيرة الفيل، تم إنقاذهم جميعا في وقت لاحق. في يناير من عام 1922، خلال رحلة استكشافية في وقت لاحق، توفي شاكلتون على متن سفينة قبالة جنوب جورجيا. ودُفن في غريتفيكن.
طالبت الأرجنتين بجورجيا الجنوبية في عام 1927.

المستوطنات التاريخية والحديثة في جورجيا الجنوبية

خلال الحرب العالمية الثانية نشرت البحرية الملكية سفينة تجارية مسلحة للقيام بدوريات في جنوب الجورجية ومياه القطب الجنوبي ضد المغيرين الألمان، مع اثنين من أسلحة عيار أربعة بوصات (لا تزال موجودة) لحماية خليج كمبرلاند وخليج سترومنس، ويحرسه متطوعون من بين صائدي الحيتان النرويجيين. تم توسيع القاعدة في نقطة الملك إدوارد كمحطة أبحاث في 1949/1950 من جانب المسح البريطاني لأنتاركتيكا (حتى عام 1962 كان يدعى مسح تبعيات جزر فوكلاند).
بدات حرب الفوكلاند يوم 19 مارس 1982. عندما قامت مجموعة من الأرجنتينيين، متنكرين في زي تجار خردة معدنية، باحتلال محطة مهجورة لصيد الحيتان في مرفأ ليث على جورجيا الجنوبية. يوم 3 أبريل هاجمت القوات الأرجنتينية واحتلت غريتفيكن. من بين ضباط القيادة الحامية كان الأرجنتيني الفريدو استيز، نقيبا في البحرية الأرجنتينية الذين، بعد سنوات، أدينوا بجرائم ارتكبت خلال الحرب القذرة في الأرجنتين.
تم الاستيلاء على الجزيرة من قبل القوات البريطانية في 25 أبريل في عملية باراكيت. في عام 1985، توقفت إدارة جورجيا الجنوبية وجزر ساندويتش الجنوبية بوصفها تبعية جزر فوكلاند وأصبحت إقليما منفصلا. قاعدة نقطة الملك إدوارد، التي أصبحت حامية عسكرية صغيرة بعد حرب الفوكلاند، عادت إلى الاستخدام المدني في عام 2001 ويديرها حاليا المسح البريطاني لأنتاركتيكا.

### جزر ساندويتش الجنوبية
اكتشفت الجزر الجنوبية الثمانية من جزر ساندويتش من قبل جيمس كوك في 1775، والشمالية الثلاث من قبل فابيان فون بلينجشوزن عام 1819. سميت الجزر باسم «أرض ساندويتش» من قبل كوك على اسم إيرل الرابع ساندويتش، الأميرال الأول. كلمة «الجنوبية» تم إضافتها لاحقا لتمييزها عن «جزر ساندويتش»، التي تعرف الآن باسم «هاواي».
في المملكة المتحدة رسميا ضمت جزر ساندويتش الجنوبية من خلال براءات تمليك 1908، وتجميعها مع الأراضي البريطانية الأخرى التي تسيطر عليها في القارة القطبية الجنوبية وتبعيات جزر فوكلاند.
طالبت الأرجنتين بجزر ساندويتش الجنوبية في عام 1938، وتحدت السيادة البريطانية في هذه الجزر في عدة مناسبات. من 25 يناير 1955، خلال صيف عام 1956 حافظت الأرجنتين على محطة الصيف تنينتي اسكيفل في خليج فيرجسون على الساحل الجنوبي الشرقي لجزيرة ثول. من عام 1976 إلى عام 1982، حافظت الأرجنتين على قاعدة بحرية اسمها كوربيتا أوروغواي في ميناء فاراداي (في الساحل الشرقي الجنوبي) من الجزيرة نفسها. على الرغم من أن بريطانيا اكتشفت الوجود الأرجنتيني عام 1978، واحتجت وحاولت حل القضية بالوسائل الدبلوماسية، لم تبذل أي جهد لإزالتها بالقوة حتى بعد حرب الفوكلاند.تمت إزالة القاعدة في نهاية الأمر في 20 يونيو 1982.
في يوم 10 فبراير 2008، ضرب زلزال صغير بلغت شدته 6.5 درجة على مقياس ريختر كان مركزه على مسافة 205 كيلو متر من جزيرة بريستول.

## جغرافيا
جورجيا الجنوبية وجزر ساندويتش الجنوبية هي مجموعة من الجزر النائية والقاتمة في جنوب المحيط الأطلسي. معظم الجزر على ارتفاع حاد من البحر ووعرة وجبلية. في المرتفعات الجزر مغطاة بالجليد والثلوج بصورة دائمة.

### مجموعة جورجيا الجنوبية
مجموعة جورجيا الجنوبية (الاسم الإسباني جورجيا ديل سور) تبعد حوالي 1,390 كيلومتر (864 ميل) من الشرق إلى الجنوب الشرقي من جزر فوكلاند، في 54 ° -55 درجة جنوبا، 36 ° -38 ° غربا. وتضم جزيرة جورجيا الجنوبية نفسها (حتى الآن أكبر جزيرة في الإقليم)، جنبا إلى جنب مع الجزر التي تحيط بها بعض الجزر النائية والمعزولة إلى الغرب والشرق والجنوب الشرقي. ويبلغ مجموع مساحة الجزر 3,756 كيلومتر مربع (1,450 ميل مربع)، بما في ذلك جزر القمر الصناعي (باستثناء جزر ساندويتش الجنوبية التي تشكل مجموعة جزر منفصلة).

#### مجموعة الجزر الواقعة في جورجيا الجنوبية
جزيرة جورجيا الجنوبية، أو جزيرة ببيس (سان بيدرو بالإسبانية)، تقع في، وتبلغ مساحتها 3,528 كيلومتر مربع. وهي جبلية وجرداء إلى حد كبير. أحد عشر قمم ترتفع إلى أكثر من 2,000 متر (6,562 قدم) ومنحدرات تتخللها الأودية العميقة التي امتلأت بالأنهار الجليدية (مثلجة فورتونا كونها الأكبر). أعلى قمة هي جبل باغيت في سلسلة الارديس على 2,934 مترا (9,626 قدم).
جيولوجيا، تتألف الجزيرة من النيس والشست الطينية، مع أي أثر للحفريات، مما يدل على أن الجزيرة، مثل جزر فوكلاند، شظية باقية من بعض الأراضي الأكبر التي اختفت الآن، وعلى الأرجح يشير إلى التمديد السابق لنظام الأنديز.
أصغر الجزر والجزر الصغيرة قبالة سواحل جزيرة جورجيا الجنوبية تشمل:
- جزيرة أنينكوف
- جزيرة بيردر
- جزيرة كوبر
- جزيرة العشب
- جزر بيكرزجيل
- جزر ويلكوم
- جزر ويليس
- جزيرة الثالوث

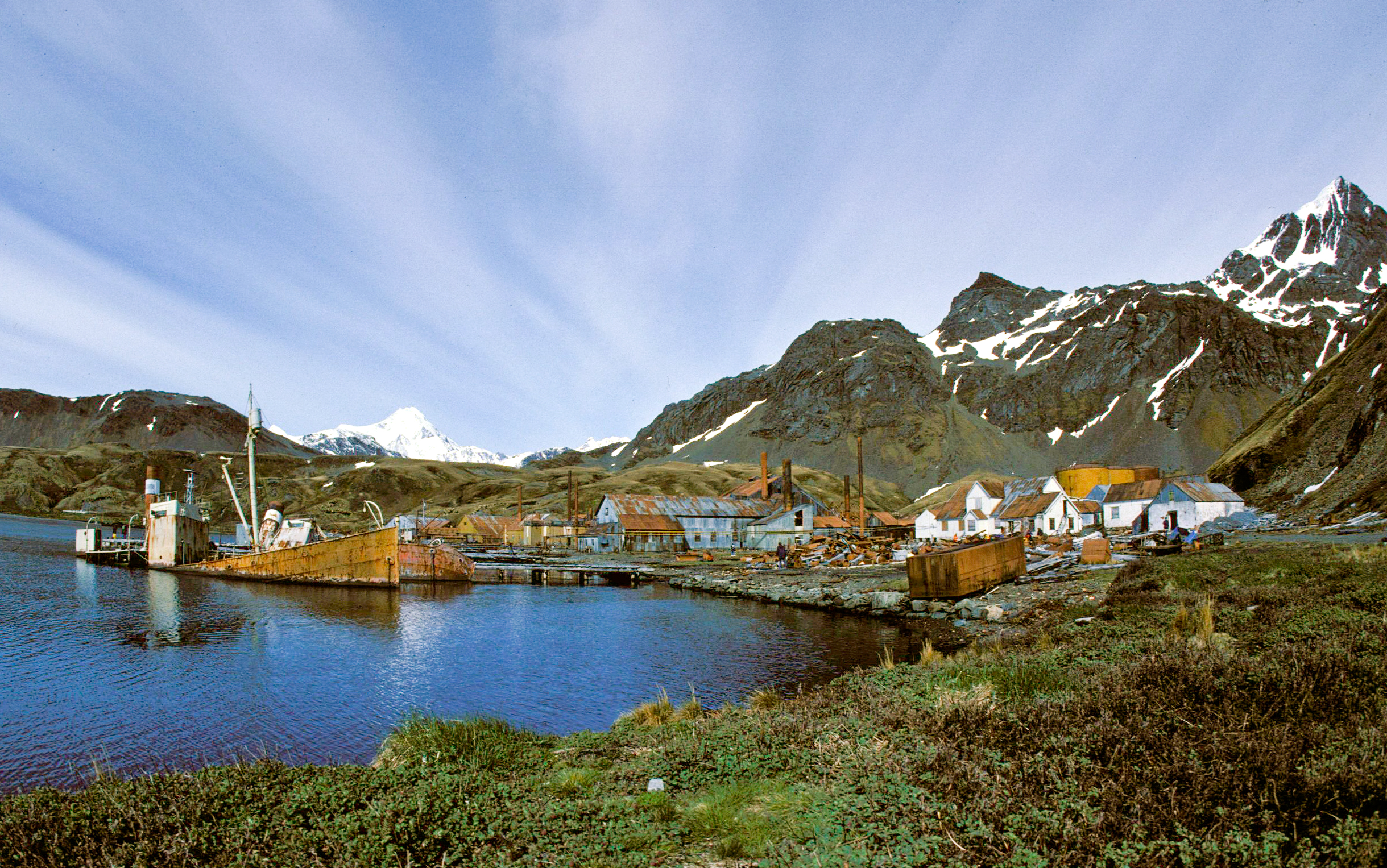
نظرة غريتفكن

الصخور النائية التالية تعتبر أيضا جزءا من مجموعة جورجيا الجنوبية:
- صخور شاغ الشمال الغربي من جزيرة جورجيا الجنوبية
- صخور سوداء الشمال الغربي من جزيرة جورجيا الجنوبية إلى الجنوب الشرقي من الصخور شاغ
- صخور كليرك الجنوب الشرقي من جزيرة جورجيا الجنوبية

### جزر ساندويتش الجنوبية

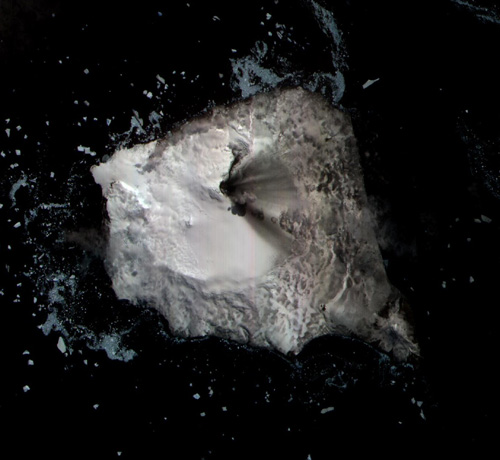
وكالة ناسا الفضائية صورة لجزيرة مونتاجو

تتشكل جزر ساندويتش الجنوبية (الاسم الإسباني: جزر ساندويتش ديل سور) من 11 جزيرة في معظمها بركانية (باستثناء جزر القمر الصناعي الصغير والصخور البحرية)، مع بعض براكين نشطة. تشكل قوسا جزريا يمتد من الشمال إلى الجنوب في المنطقة 56 ° 18' - 59 ° 27 'S، 26 ° 23' - 28 ° 08'W، بين نحو وجنوب شرق جورجيا الجنوبية.
أقصى شمال جزر ساندويتش الجنوبية تشكل جزر ترافيرساي ومجموعة جزر كاندليماس، في حين أن الجزر الجنوبية تشكل جزر ثول الجنوبية.أكبر ثلاث جزر جزيرة سوندرز وجزيرة مونتاجو وجزيرة بريستول—تربط بين المجموعتين. أعلى نقطة في الجزر هي جبل بليندا (1,370 متر / 4,495 قدم) على جزيرة مونتاجو.
جزر ساندويتش الجنوبية هي غير مأهولة، وإن كانت بصورة دائمة مأهولة محطة البحوث الأرجنتينية التي تقع في جزيرة ثول من 1976 حتي 1982 (لمزيد من التفاصيل، انظر «فقرة تاريخ» أعلاه). هناك محطات طقس تلقائية في جزيرة ثول وجزيرة زافودوفسكي إلى الشمال الغربي من جزيرة زافودوفسكي يقع حامي السرب، بركان مائي مغمور.
و يبين الجدول التالي جزر ساندويتش الجنوبية من الشمال إلى الجنوب:
| الجزيرة                                           | المنطقة            | أعلى قمة                        | الموقع |
| جزر ترافيرساي                                     |                    |                                 |        |
| حامي السرب                                        | --                 | −27 m (−89 ft)                  |        |
| جزيرة زافودوفسكي                                  | 25 كم² (10 ميل²)   | جبل كاري: 550 m (1٬804 ft)      |        |
| جزيرة ليسكوف                                      | 0٫3 كم² (0٫1 ميل²) | الدفة بوينت: 190 m (623 ft)     |        |
| جزيرة فيسوكوي                                     | 35 كم² (14 ميل²)   | جبل هودسون: 915 m (3٬002 ft)    |        |
| جزر كاندليماس (تشمل في بعض الأحيان جزر ترافيرساي) |                    |                                 |        |
| جزيرة كاندليماس (كانديلاريا)                      | 14 كم² (5 ميل²)    | جبل اندروميدا: 550 m (1٬804 ft) |        |
| جزيرة التبرئة                                     | 5 كم² (2 ميل²)     | ذروة الرباعي: 430 m (1٬411 ft)  |        |
| الجزر الوسطى                                      |                    |                                 |        |
| جزيرة سوندرز                                      | 40 كم² (15 ميل²)   | جبل مايكل: 990 m (3٬248 ft)     |        |
| جزيرة مونتغ                                       | 110 كم² (42 ميل²)  | جبل بليندا: 1٬370 m (4٬495 ft)  |        |
| جزيرة بريستول                                     | 46 كم² (18 ميل²)   | جبل دارنلي: 1٬100 m (3٬609 ft)  |        |
| جزر ثول الجنوبية                                  |                    |                                 |        |
| جزيرة بيلنجشوزن                                   | 1 كم² (0٫4 ميل²)   | ذروة البازيليسق: 255 m (837 ft) |        |
| جزيرة كوك                                         | 20 كم² (8 ميل²)    | جبل هارمر: 1٬115 m (3٬658 ft)   |        |
| جزيرة ثول أو جزيرة موريل                          | 14 كم² (5 ميل²)    | جبل لارسن: 710 m (2٬329 ft)     |        |
| ضفة فيسوكايا                                      | --                 | ؟                               |        |
| جزر ساندويتش الجنوبية                             | 310 كم² (120 ميل²) | جبل بليندا: 1٬370 m (4٬495 ft)  |        |

هناك سلسلة من ستة ممرات تفصل بين كل واحدة من الجزر أو مجموعات الجزر.

## المناخ
تحافظ البحار الباردة بشكل دائم على المناخ البارد البحري في الجزر، ويكون الطقس قاسيا جدا ومتغير. درجات الحرارة اليومية القصوى النموذجية في جنوب جورجيا في مستوى سطح البحر تبلغ حوالي 0 درجة مئوية (32 درجة فهرنهايت) في الشتاء (يناير) و8 درجة مئوية (46 درجة فهرنهايت) في الصيف (أغسطس). أدنى درجات الحرارة في فصل الشتاء عادة ما تكون عن -5 درجة مئوية (23 درجة فهرنهايت)، ونادرا ما تنخفض دون -10 درجة مئوية (14 درجة فهرنهايت). والأمطار السنوية في جنوب جورجيا حوالي 1500 ملم (59 بوصة)، والكثير منها يقع متجمدا أو على شكل ثلوج، ومن الممكن ان تهطل في أي شهر. داخليا، خط الثلوج في فصل الصيف هو على ارتفاع حوالي 300m.
تهب الرياح الغربية طوال العام وتتخللها فترات من الهدوء. وهذا يعطي الجانب الشرقي من جنوب جورجيا (الجانب المواجه للريح) مناخا لطيفا أكثر من الجانب الغربي. تجعل الظروف الجوية السائدة عموما الجزر صعبة لاقتراب السفن، على الرغم من أن الساحل الشمالي لجورجيا الجنوبية لديه العديد من الخلجان الكبيرة التي توفر مراسي جيدة.
خلال ظروف رياح الفون، تهب الرياح بزيادة في الجانب الغربي وبانخفاض في الجانب الشرقي من الجبال وتصبح أكثر دفئا وجفافا، وهذا ينتج في معظم الظروف مناخا لطيفا أحيانا عندما تكون درجات الحرارة أكثر من 20 درجة مئوية في فصل الصيف. سجلت درجات الحرارة الأعلى ب 23.5 درجة مئوية في غريتفيكن.
تكون البحار المحيطة بجورجيا الجنوبية باردة على مدار العام نظرا لقربها من انتاركتيكا. وعادة ما تظل خالية من حزمات الجليد في فصل الشتاء، على الرغم من الجليد الرقيق الذي يتشكل في الخلجان المحمية، وكتل جليدية متحركة شائعة. تنخفض درجات الحرارة في البحر إلى 0 درجة مئوية في أواخر آب/أغسطس، وترتفع إلى حوالي 4 درجات مئوية فقط في مطلع نيسان / أبريل.
جزر ساندويتش الجنوبية هي أكثر برودة من جورجيا الجنوبية، حيث تقع أكثر جنوبا، وأكثر عرضة للجو القطبي البارد. كما أنها محاطة بالجليد البحري في الفترة من منتصف أيار / مايو إلى أواخر تشرين الثاني (حتى لفترة أطول في نهايتها الجنوبية).

## السياسة
تمارس الملكة السلطة التنفيذية في وتمارس من قبل المفوض، وهو المنصب الذي يعقده حاكم جزر فوكلاند.المفوض الحالي هو ألن هاكل؛ أصبح المفوض يوم 25 أغسطس 2006. يتعامل كبير المسؤولين التنفيذيين (مارتن كولينز) مع مسائل السياسة العامة وهو أيضا مدير الثروة السمكية SGSSI، مسؤولة عن توزيع رخص الصيد. يتعامل موظف تنفيذي (ريتشارد ماكي) مع المسائل الإدارية المتعلقة بالأرض. وهناك أيضا موظف بيئي (دارين كريستي). وزير المالية والنائب العام في الإقليم يعينون بحكم تعيينات مماثلة في حكومة جزر فوكلاند.
كما لا يوجد دائما سكان على الجزر، وليس هناك مجلس تشريعي ولا انتخابات. تدير وزارة الخارجية البريطانية العلاقات الخارجية للإقليم. منذ عام 1982، والإقليم يحتفل بيوم التحرير يوم 14 يونيو.
دستور الإقليم (اعتمد في 3 أكتوبر 1985)، هو الطريقة التي توجه الحكومة، ومدى توافر المراجعة القضائية نوقش في سلسلة من الدعاوى في عام 2001 إلى عام 2005 ؛ انظر على وجه الخصوص رجينا ضد وزير الدولة للشؤون الخارجية وشؤون الكومنولث (المستأنف) من طرف واحد كوارك صيد الأسماك المحدودة [2005] UKHL 57. على الرغم من أن الحكومة هي موجهة كليا من قبل وزارة الخارجية البريطانية، فقد رئي أن قراراته في إطار هذا الاتجاه لا يمكن الطعن كما لو كانوا في مقررات القانون من الدوائر الحكومية في المملكة المتحدة، وبالتالي الاتفاقية الأوروبية لحقوق الإنسان لا تطبق.

## الاقتصاد
حيث لا يوجد سكان أصليون، النشاط الاقتصادي في جورجيا الجنوبية وجزر ساندويتش الجنوبية محدود. تبلغ إيرادات الأراضي 3.9 مليون جنيه إسترليني 90 ٪ من مستمد من تراخيص الصيد (أرقام عام 2002). المصادر الأخرى للدخل هي بيع الطوابع البريدية والنقود المعدنية والسياحة والجمارك ورسوم الميناء.

### الصيد
يجري صيد الأسماك في جميع أنحاء جورجيا الجنوبية وفي المياه المتاخمة لها في بعض أشهر السنة، مع تراخيص الصيد تباع من الإقليم والنواع هي قرديس البحر واسماك أخرى.تراخيص الصيد تجلب الملايين من الجنيهات سنويا، ومعظمها ينفق على حماية مصايد الأسماك والبحوث. جميع مصائد الأسماك تنظم وتدار وفقا لنظام اتفاقية حفظ الموارد البحرية الحية في أنتاركتيكا.
في عام 2001، حصلت حكومة جورجيا الجنوبية على شهادة من مجلس الإشراف البحري المستدامة لسمك باتاغونيا المسنن، والتي تشهد بأنهم اجتمعت لجنة السلامة البحرية والمعايير البيئية وتضع قيودا على توقيت وكمية المسنن التي يمكن اصطيادها.

### السياحة
لقد أصبحت السياحة أكبر مصدر للدخل في السنوات الأخيرة، مع العديد من السفن السياحية واليخوت الشراعية التي تزور الجزر (الطريقة الوحيدة لزيارة جورجيا الجنوبية هو عن طريق البحر). ترتكز مكاسب الإقليم في الدخل من رسوم الهبوط وبيع التذكارات. السفن السياحية في كثير من الأحيان تجمع بين زيارة غريتنفيكن مع رحلة إلى انتاركتيكا.
استئجار اليخوت الزيارات عادة ما يبدأ في جزر فوكلاند، آخر ما بين أربعة وستة أسابيع، وتتيح للضيوف زيارة الموانئ النائية في جنوب جورجيا، وحتى جزر ساندويتش الجنوبية. تبحر السفن المطلوب الآن أن ترسو عليها ولم تعد قادرة على التعادل حتى أرصفة صيد الحيتان القديمة على الساحل. والجزيرة كما وردت في فيديو عاصفة وارين ميلر.

### طوابع البريد
مصدر كبير للدخل يأتي من الخارج من مسألة جورجيا الجنوبية وجزر ساندويتش الجنوبية طوابع البريد التي يتم إنتاجها في المملكة المتحدة.
سياسة معقولة (مجموعات قليلة من الطوابع هي التي تصدر كل سنة) جنبا إلى جنب مع جاذبية الموضوع (لا سيما الحيتان) يجعلها شعبية جدا مع جامعي الطوابع.

## الحياة النباتية والحيوانية
|  |  |  |

يدعم جورجيا الجنوبية عدد كبير من الطيور البحرية، بما فيها طيور قطرس، وهي مستعمرة كبيرة من طيور البطريق الملك والبطريق من مختلف الأنواع الأخرى، جنبا إلى جنب مع البريونات ونورس وخطاف البحر. هناك نوع واحد فقط من الأنواع البرية فريد من نوعه لهذا الارخبيل وهو جشنة جورجيا الجنوبية.
الفقمة كثيرة في الجزر، ويمكن أن ترى الحوت في المياه المحيطة بالجزر. لا توجد ثدييات اصلية، على الرغم من وجود بعض الرنة، الذي قدم في وقت مبكر من القرن 20، يعيشون على جورجيا الجنوبية، جنبا إلى جنب مع الجرذ والفأر.
النباتات الأصلية في جورجيا الدنوبية تقتصر على العشب والطحلب والمسطح وسرخس وعدد قليل من النباتات المزهرة الصغيرة الأخرى. وهناك عدد من الأنواع الأخرى أدخلت على الاصلية. ليست هناك أشجار أو شجيرات.

## شئون عسكرية
بعد حرب الفوكلاند عام 1982، أصبح الوجود العسكري البريطاني بدوام كامل في المحافظة في نقطة الملك ادوارد. هذا وقد خفض خلال 1990، وغادرت آخر مفرزة جورجيا الجنوبية في آذار / مارس 2001 عندما تم بناء المحطة الجديدة والتي تحتلها المسح البريطاني في انتاركتيكا.
المنشأة العسكرية البريطانية الرئيسية في المنطقة هي في سلاح الجو الملكي البريطاني (ماونت بليزانت) و (مرفأ ماري) في فوكلاند الشرقية. عدا ذلك، حفنة من سفن الدورية تابعة للبحرية البريطانية في المنطقة. تقوم بزيارة جورجيا الجنوبية بضع مرات في كل سنة، وأحيانا تنشر دوريات صغيرة من المشاة. رحلات سلاح الجو الملكي البريطاني من سي-130 هيركوليز وفيكرز VC10 أحيانا دورية للأراضي.
اتش ام اس» انديرانس« ، سفينة البحرية الملكية البريطانية كاسحة الجليد، تعمل في منطقة جورجيا الجنوبية خلال جزء من جنوب لمعظم مواسم الصيف. وهي تضطلع الهيدرولوجية وعمل الخرائط وكذلك تقديم المساعدة العلمية مع العمل الميداني للمسح البريطاني لانتاركتيكا، وحدات فيلم عالي لمحة والتصوير الفوتوغرافي، وبعث فريق الشباب بعثات ب س اي س.

## الحواشي
1. ↑   https://www.britannica.com/place/South-Georgia. {{استشهاد ويب}}: |url= بحاجة لعنوان (مساعدة) والوسيط |title= غير موجود أو فارغ (من ويكي بيانات) (مساعدة)
2. ↑   https://www.britannica.com/place/South-Sandwich-Islands. {{استشهاد ويب}}: |url= بحاجة لعنوان (مساعدة) والوسيط |title= غير موجود أو فارغ (من ويكي بيانات) (مساعدة)
3. ↑   https://en.populationdata.net/countries/south-georgia-south-sandwich-islands/. اطلع عليه بتاريخ 2024-03-06. {{استشهاد ويب}}: |url= بحاجة لعنوان (مساعدة) والوسيط |title= غير موجود أو فارغ (من ويكي بيانات) (مساعدة)
4. ↑  [2] ^ الجزيرة-موقع جورجيا الجنوبية  نسخة محفوظة 07 2يناير5 على موقع واي باك مشين.
5. ↑  [5] ^ وكالة المخابرات المركزية-كتاب حقائق العالم 2002-جورجيا الجنوبية وجزر ساندويتش الجنوبية نسخة محفوظة 04 مارس 2016 على موقع واي باك مشين.
6. ↑  [7] ^ تاريخ العلاقات الخاجية للأرجنتين نسخة محفوظة 11 فبراير 2009 على موقع واي باك مشين.
7. ↑  [8] ^ مشاة البحرية في صراع جنوب المحيط الأطلسي، خورخي البرتو. اقتبس النص الأصلي من اللغة الأسبانية.
8. ↑  [9] ^ التاريخ العام للعلاقات الخاجية لجمهورية الأرجنتين نسخة محفوظة 11 فبراير 2009 على موقع واي باك مشين.
9. ↑  [11] ^ 2008 شباط نسخة محفوظة 1 يونيو 2008 على موقع واي باك مشين. / يوم 30 يونيو 2008 في الساعة 06:17:53 بالتوقيت العالمي ضرب زلزال قوته 7.0 درجة المنطقة. كان مركزه في 58.160 جنوبا 21.893 غربا، و283 كيلومترا (176 ميلا) شرق (73 درجة) من جزيرة بريستول.<ref>http://neic.usgs.gov(هيئة المسح الجيولوجي الأمريكية) نسخة محفوظة 01 يونيو 2008 على موقع واي باك مشين.
10. ↑  دراجات الحرارة القصوى في جميع أنحاء العالم نسخة محفوظة 02 يونيو 2018 على موقع واي باك مشين.
11. ↑  [60] ^ الموقع الرسمي لجورجيا الجنوبية-البيئة-المحيط نسخة محفوظة 03 20أغسطس على موقع واي باك مشين.
12. ↑  [61] ^ الدراسة الاستقصائية العامة لعلم المناخ V12، 2001، بالتنقيح اندسبرغ، نشر من السيفييه
13. ↑  [62] ^ كوارك صيد الأسماك المحدود، ص (عن تطبيق) ضد وزير الدولة للشؤون الخارجية وشؤون الكومنولث [2005] UKHL 57 (13 أكتوبر 2005) نسخة محفوظة 15 أبريل 2017 على موقع واي باك مشين.
14. ↑  موقع أمانة الكومنولث نسخة محفوظة 17 يونيو 2013 على موقع واي باك مشين.
15. ↑  Whole Foods Market (2006)، "Welcome Back Chilean Sea Bass!"، Whole Foods Market

## وصلات خارجية
حكومة
- الموقع الحكومي لجورجيا الجنوبية

معلومات عامة
- جورجيا الجنوبية وجزر ساندويتش الجنوبية على مشروع الدليل المفتوح

أخرى
- موقع رابطة جورجيا الجنوبية
- تراث جورجيا الجنوبية
- صور حية من كام جورجيا الجنوبية
- معلومات عن جورجيا الجنوبية (موقع روسي) نسخة محفوظة 17 نوفمبر 2009 على موقع واي باك مشين.
- عملية الباراكوات
- غزو الأرجنتين في جورجيا الجنوبية
- ويكي جورجيا الجنوبية